# Фуджи (град)
Фуджи е град в Япония. Населението му е 245 837 жители (по приблизителна оценка от октомври 2018 г.), а площта му е 245,02 кв. км. Намира се в часова зона UTC+9. Намира се на река Фуджи, а едноименната планина също е до града.